# Richard Addinsell
Richard Stewart Addinsell, född 13 januari 1904 på Woburn Square i London, död 14 november 1977 i Brighton, var en brittisk kompositör.
Addinsell studerade juridik i Oxford och musik vid Royal College of Music i London men utan att fullborda någon examen. Därtill kom musikstudier i Berlin och Wien mellan 1929 och 1932. Från mitten av 1920-talet samarbetade han kring revyer och teaterföreställningar i London. Han skrev i light music-stil och komponerade vid pianot och överlät orkestrering till andra, bland dem Roy Douglas, Leonard Isaacs och Douglas Gamley. Han skrev musiken till ett stort antal filmer.

## Warszawakonserten
Ett av Addinsells mest kända verk är musiken till filmen Dangerous Moonlight (1941) som också är känd som Suicide Squadron. Filmproducenterna hade önskat musik i Rachmaninovs stil, men inte fått denne att ställa upp. Addinsell skrev musiken som orkestrerades av Roy Douglas. Den har spelats in på skiva mer än hundra gånger. Som fristående verk är den en rapsodi för piano och orkester, Warsaw Concerto.

## Verk i urval

### Filmmusik
- Fire Over England, (Eld över England), 1936 (filmpremiär 1937)
- Goodbye, Mr. Chips, 1939
- Q Planes, 1939
- Dangerous Moonlight, 1941
- Blithe Spirit, 1944
- Under Capricorn, 1949
- The Prince and the Showgirl, (Prinsen och balettflickan), 1957
- The Roman Spring of Mrs. Stone, 1961
- The War Lover, 1962